# Azkoitia
Azkoitia è un comune spagnolo di 10 272 abitanti situato nella comunità autonoma dei Paesi Baschi.